# Élections cantonales de 2004 dans les Alpes-de-Haute-Provence
Les élections cantonales ont eu lieu les 21 et 28 mars 2004.
Lors de ces élections, 16 des 30 cantons des Alpes-de-Haute-Provence ont été renouvelés. Elles ont vu la reconduction de la majorité socialiste dirigée par Jean-Louis Bianco, président du conseil général depuis 1998.

## Résultats à l’échelle du département
Répartition départementale des résultats (2e tour).
- PCF (9,32 %)
- PS (22,1 %)
- DVG (25,08 %)
- Verts (1,61 %)
- UMP (33,25 %)
- DVD (6,03 %)
- FN (2,6 %)

| Étiquette      | Étiquette                          | Premier tour | Premier tour | Second tour | Second tour | Sièges |
| Étiquette      | Étiquette                          | Voix         | %            | Voix        | %           | Sièges |
| -------------- | ---------------------------------- | ------------ | ------------ | ----------- | ----------- | ------ |
|                | Parti socialiste                   | 8 273        | 19,86        | 7 181       | 22,10       | 8      |
|                | Divers gauche                      | 8 068        | 19,37        | 8 148       | 25,08       | 3      |
|                | Parti communiste français          | 4 364        | 10,48        | 3 028       | 9,32        | 2      |
|                | Les Verts                          | 2 168        | 5,21         | 524         | 1,61        | 0      |
|                | Extrême gauche                     | 1 262        | 3,03         |             |             |        |
|                | Parti radical de gauche            | 193          | 0,46         |             |             |        |
| Gauche         | Gauche                             | 24 328       | 58,41        | 18 881      | 58,11       | 13     |
|                |                                    |              |              |             |             |        |
|                | Union pour un mouvement populaire  | 8 090        | 19,42        | 10 803      | 33,25       | 1      |
|                | Divers droite                      | 4 587        | 11,01        | 1 959       | 6,03        | 2      |
|                | Front national                     | 4 398        | 10,56        | 844         | 2,60        | 0      |
|                | Union pour la démocratie française | 69           | 0,17         |             |             |        |
| Droite         | Droite                             | 17 144       | 41,16        | 13 606      | 41,88       | 3      |
|                |                                    |              |              |             |             |        |
|                | Divers                             | 176          | 0,42         |             |             |        |
|                |                                    |              |              |             |             |        |
| Inscrits       | Inscrits                           | 59 630       | 100,00       | 46 792      | 100,00      |        |
| Abstention     | Abstention                         | 16 411       | 27,52        | 12 363      | 26,42       |        |
| Votants        | Votants                            | 43 219       | 72,48        | 34 429      | 73,58       |        |
| Blancs et nuls | Blancs et nuls                     | 1 571        | 3,63         | 1 942       | 5,64        |        |
| Exprimés       | Exprimés                           | 41 648       | 96,37        | 32 487      | 94,36       |        |

## Résultats par canton

### Canton d'Annot
| Candidats      | Candidats            | Étiquette      | Premier tour | Premier tour |
| Candidats      | Candidats            | Étiquette      | Voix         | %            |
| -------------- | -------------------- | -------------- | ------------ | ------------ |
|                | Jean Ballester*      | DVD            | 763          | 54,31        |
|                | Bernard Grac         | DVG            | 288          | 20,50        |
|                | Jean-Richard Garella | DVG            | 113          | 8,04         |
|                | Antony Di Toro       | SE             | 94           | 6,69         |
|                | Fortuné Alcaraz      | FN             | 87           | 6,19         |
|                | Rémy Bregeon         | PCF            | 60           | 4,27         |
|                |                      |                |              |              |
| Inscrits       | Inscrits             | Inscrits       | 1 901        | 100,00       |
| Abstention     | Abstention           | Abstention     | 441          | 23,20        |
| Votants        | Votants              | Votants        | 1 460        | 76,80        |
| Blancs et nuls | Blancs et nuls       | Blancs et nuls | 55           | 3,77         |
| Exprimés       | Exprimés             | Exprimés       | 1 405        | 96,23        |

*sortant

### Canton de Banon
| Candidats      | Candidats          | Étiquette      | Premier tour | Premier tour |
| Candidats      | Candidats          | Étiquette      | Voix         | %            |
| -------------- | ------------------ | -------------- | ------------ | ------------ |
|                | Jean-Louis Adrian* | PS             | 1 379        | 79,48        |
|                | Philippe Wagner    | UMP            | 184          | 10,61        |
|                | Odile Lahrer       | PCF            | 94           | 5,42         |
|                | Sabine Perez       | FN             | 78           | 4,50         |
|                |                    |                |              |              |
| Inscrits       | Inscrits           | Inscrits       | 2 261        | 100,00       |
| Abstention     | Abstention         | Abstention     | 497          | 21,98        |
| Votants        | Votants            | Votants        | 1 764        | 78,02        |
| Blancs et nuls | Blancs et nuls     | Blancs et nuls | 29           | 1,64         |
| Exprimés       | Exprimés           | Exprimés       | 1 735        | 98,36        |

*sortant

### Canton de Barcelonnette
| Candidats      | Candidats              | Étiquette      | Premier tour | Premier tour | Second tour | Second tour |
| Candidats      | Candidats              | Étiquette      | Voix         | %            | Voix        | %           |
| -------------- | ---------------------- | -------------- | ------------ | ------------ | ----------- | ----------- |
|                | Jean Chabre*           | UMP            | 1 092        | 32,55        | 1 428       | 39,87       |
|                | Lucien Gilly           | PS             | 817          | 24,35        | 2 154       | 60,13       |
|                | François Labourdette   | EXG            | 695          | 20,72        | Retrait     | Retrait     |
|                | Louis Lequette         | DVG            | 349          | 10,40        |             |             |
|                | Célestin Melchior      | FN             | 211          | 6,29         |             |             |
|                | François-Marie Aillaud | Verts          | 146          | 4,35         |             |             |
|                | Joël Robert            | DVD            | 45           | 1,34         |             |             |
|                |                        |                |              |              |             |             |
| Inscrits       | Inscrits               | Inscrits       | 5 194        | 100,00       | 5 192       | 100,00      |
| Abstention     | Abstention             | Abstention     | 1 687        | 32,48        | 1 455       | 28,02       |
| Votants        | Votants                | Votants        | 3 507        | 67,52        | 3 737       | 71,98       |
| Blancs et nuls | Blancs et nuls         | Blancs et nuls | 152          | 4,33         | 155         | 4,15        |
| Exprimés       | Exprimés               | Exprimés       | 3 355        | 95,67        | 3 582       | 95,85       |

*sortant

### Canton de Barrême
| Candidats      | Candidats           | Étiquette      | Premier tour | Premier tour | Second tour | Second tour |
| Candidats      | Candidats           | Étiquette      | Voix         | %            | Voix        | %           |
| -------------- | ------------------- | -------------- | ------------ | ------------ | ----------- | ----------- |
|                | Jean-Marie Gibelin* | DVD            | 421          | 45,42        | 504         | 52,77       |
|                | Bernard Molling     | DVG            | 228          | 24,60        | 451         | 47,23       |
|                | Guénolé Vallon      | PCF            | 123          | 13,27        |             |             |
|                | Martine Vallon      | Verts          | 95           | 10,25        |             |             |
|                | Ouaeb Kebabsa       | FN             | 49           | 5,29         |             |             |
|                | Serge Bouvet        | DVG            | 11           | 1,19         |             |             |
|                |                     |                |              |              |             |             |
| Inscrits       | Inscrits            | Inscrits       | 1 207        | 100,00       | 1 207       | 100,00      |
| Abstention     | Abstention          | Abstention     | 253          | 20,96        | 220         | 18,23       |
| Votants        | Votants             | Votants        | 954          | 79,04        | 987         | 81,77       |
| Blancs et nuls | Blancs et nuls      | Blancs et nuls | 27           | 2,83         | 32          | 3,24        |
| Exprimés       | Exprimés            | Exprimés       | 927          | 97,17        | 955         | 96,76       |

*sortant

### Canton de Castellane
| Candidats      | Candidats        | Étiquette      | Premier tour | Premier tour |
| Candidats      | Candidats        | Étiquette      | Voix         | %            |
| -------------- | ---------------- | -------------- | ------------ | ------------ |
|                | Gilbert Sauvan*  | PS             | 1 060        | 71,24        |
|                | Bernard Liperini | DVD            | 268          | 18,01        |
|                | Marlène Andres   | FN             | 63           | 4,23         |
|                | Joëlle Tebar     | UDF            | 50           | 3,36         |
|                | Fabrice Ferrando | PCF            | 47           | 3,16         |
|                |                  |                |              |              |
| Inscrits       | Inscrits         | Inscrits       | 1 948        | 100,00       |
| Abstention     | Abstention       | Abstention     | 427          | 21,92        |
| Votants        | Votants          | Votants        | 1 521        | 78,08        |
| Blancs et nuls | Blancs et nuls   | Blancs et nuls | 33           | 2,17         |
| Exprimés       | Exprimés         | Exprimés       | 1 488        | 97,83        |

*sortant

### Canton de Forcalquier
| Candidats      | Candidats         | Étiquette      | Premier tour | Premier tour | Second tour | Second tour |
| Candidats      | Candidats         | Étiquette      | Voix         | %            | Voix        | %           |
| -------------- | ----------------- | -------------- | ------------ | ------------ | ----------- | ----------- |
|                | Jacques Echalon*  | DVG            | 2 370        | 37,65        | 3 992       | 63,96       |
|                | Jean-Claude Bauza | UMP            | 1 346        | 21,38        | 2 249       | 36,04       |
|                | Michèle Scotto    | FN             | 871          | 13,84        |             |             |
|                | Patricia Starek   | Verts          | 645          | 10,25        |             |             |
|                | Gilles Lemaire    | PCF            | 606          | 9,63         |             |             |
|                | Serge Tisi        | DVG            | 457          | 7,26         |             |             |
|                |                   |                |              |              |             |             |
| Inscrits       | Inscrits          | Inscrits       | 9 416        | 100,00       | 9 396       | 100,00      |
| Abstention     | Abstention        | Abstention     | 2 859        | 30,36        | 2 683       | 28,55       |
| Votants        | Votants           | Votants        | 6 557        | 69,64        | 6 713       | 71,45       |
| Blancs et nuls | Blancs et nuls    | Blancs et nuls | 262          | 4,00         | 472         | 7,03        |
| Exprimés       | Exprimés          | Exprimés       | 6 295        | 96,00        | 6 241       | 92,97       |

*sortant

### Canton de La Javie
| Candidats      | Candidats            | Étiquette      | Premier tour | Premier tour |
| Candidats      | Candidats            | Étiquette      | Voix         | %            |
| -------------- | -------------------- | -------------- | ------------ | ------------ |
|                | Jean-Yves Roux*      | PS             | 847          | 73,59        |
|                | Paul Coulet          | UMP            | 116          | 10,08        |
|                | Bernard Naegellen    | FN             | 81           | 7,04         |
|                | Madeleine Walgenwitz | PCF            | 56           | 4,87         |
|                | Claude Senes         | EXG            | 51           | 4,43         |
|                |                      |                |              |              |
| Inscrits       | Inscrits             | Inscrits       | 1 539        | 100,00       |
| Abstention     | Abstention           | Abstention     | 341          | 22,16        |
| Votants        | Votants              | Votants        | 1 198        | 77,84        |
| Blancs et nuls | Blancs et nuls       | Blancs et nuls | 47           | 3,92         |
| Exprimés       | Exprimés             | Exprimés       | 1 151        | 96,08        |

*sortant

### Canton de Manosque-Nord
| Candidats      | Candidats             | Étiquette      | Premier tour | Premier tour | Second tour | Second tour |
| Candidats      | Candidats             | Étiquette      | Voix         | %            | Voix        | %           |
| -------------- | --------------------- | -------------- | ------------ | ------------ | ----------- | ----------- |
|                | Roland Aubert*        | PS             | 1 501        | 29,50        | 2 665       | 50,91       |
|                | Pierre Jean           | UMP            | 1 042        | 20,48        | 1 726       | 32,97       |
|                | Jean-Claude Bonnepart | FN             | 806          | 15,84        | 844         | 16,12       |
|                | Josselyne Coste       | DVD            | 591          | 11,62        |             |             |
|                | Éric Parraud          | PCF            | 495          | 9,73         |             |             |
|                | Patrick Garnon        | Verts          | 342          | 6,72         |             |             |
|                | Jean-Pierre Tatessian | PRG            | 193          | 3,79         |             |             |
|                | Claude Arnaud         | DVD            | 118          | 2,32         |             |             |
|                |                       |                |              |              |             |             |
| Inscrits       | Inscrits              | Inscrits       | 7 960        | 100,00       | 7 959       | 100,00      |
| Abstention     | Abstention            | Abstention     | 2 670        | 33,54        | 2 428       | 30,51       |
| Votants        | Votants               | Votants        | 5 290        | 66,46        | 5 531       | 69,49       |
| Blancs et nuls | Blancs et nuls        | Blancs et nuls | 202          | 3,82         | 296         | 5,35        |
| Exprimés       | Exprimés              | Exprimés       | 5 088        | 96,18        | 5 235       | 94,65       |

*sortant

### Canton de Manosque-Sud-Est
| Candidats      | Candidats              | Étiquette      | Premier tour | Premier tour | Second tour | Second tour |
| Candidats      | Candidats              | Étiquette      | Voix         | %            | Voix        | %           |
| -------------- | ---------------------- | -------------- | ------------ | ------------ | ----------- | ----------- |
|                | Yannick Philipponneau* | PCF            | 1 249        | 34,21        | 2 045       | 55,66       |
|                | Jean-Claude Castel     | UMP            | 1 152        | 31,55        | 1 629       | 44,34       |
|                | Jean-Luc Queiras       | PS             | 660          | 18,08        | Retrait     | Retrait     |
|                | Michèle Signoret       | FN             | 508          | 13,91        |             |             |
|                | Didier Boudrahem       | SE             | 82           | 2,25         |             |             |
|                |                        |                |              |              |             |             |
| Inscrits       | Inscrits               | Inscrits       | 5 362        | 100,00       | 5 362       | 100,00      |
| Abstention     | Abstention             | Abstention     | 1 535        | 28,63        | 1 452       | 27,08       |
| Votants        | Votants                | Votants        | 3 827        | 71,37        | 3 910       | 72,92       |
| Blancs et nuls | Blancs et nuls         | Blancs et nuls | 176          | 4,60         | 236         | 6,04        |
| Exprimés       | Exprimés               | Exprimés       | 3 651        | 95,40        | 3 674       | 93,96       |

*sortant

### Canton de Mézel
| Candidats      | Candidats         | Étiquette      | Premier tour | Premier tour | Second tour | Second tour |
| Candidats      | Candidats         | Étiquette      | Voix         | %            | Voix        | %           |
| -------------- | ----------------- | -------------- | ------------ | ------------ | ----------- | ----------- |
|                | André Laurens*    | PS             | 507          | 39,86        | 664         | 55,89       |
|                | Jean Arnaud       | PCF            | 285          | 22,41        | Retrait     | Retrait     |
|                | Patrick Lejosne   | Verts          | 251          | 19,73        | 524         | 44,11       |
|                | Michèle Terrasson | UMP            | 150          | 11,79        |             |             |
|                | Gérard Sanchez    | FN             | 63           | 4,95         |             |             |
|                | Gérard Delapierre | EXG            | 16           | 1,26         |             |             |
|                |                   |                |              |              |             |             |
| Inscrits       | Inscrits          | Inscrits       | 1 568        | 100,00       | 1 569       | 100,00      |
| Abstention     | Abstention        | Abstention     | 274          | 17,47        | 286         | 18,23       |
| Votants        | Votants           | Votants        | 1 294        | 82,53        | 1 283       | 81,77       |
| Blancs et nuls | Blancs et nuls    | Blancs et nuls | 22           | 1,70         | 95          | 7,40        |
| Exprimés       | Exprimés          | Exprimés       | 1 272        | 98,30        | 1 188       | 92,60       |

*sortant

### Canton de Noyers-sur-Jabron
| Candidats      | Candidats            | Étiquette      | Premier tour | Premier tour | Second tour | Second tour |
| Candidats      | Candidats            | Étiquette      | Voix         | %            | Voix        | %           |
| -------------- | -------------------- | -------------- | ------------ | ------------ | ----------- | ----------- |
|                | Pierre-Yves Vadot    | PS             | 299          | 36,64        | 470         | 57,25       |
|                | Christian Jauffret   | UMP            | 243          | 29,78        | 351         | 42,75       |
|                | Gérard Coutelle      | DVD            | 157          | 19,24        | Retrait     | Retrait     |
|                | Jean-Jacques Jouveau | DVG            | 44           | 5,39         |             |             |
|                | Antoine Dauendorffer | Verts          | 25           | 3,06         |             |             |
|                | Maria Flora          | FN             | 20           | 2,45         |             |             |
|                | Alain Latil          | UDF            | 19           | 2,33         |             |             |
|                | Jean-Paul Lieutier   | PCF            | 9            | 1,10         |             |             |
|                |                      |                |              |              |             |             |
| Inscrits       | Inscrits             | Inscrits       | 983          | 100,00       | 984         | 100,00      |
| Abstention     | Abstention           | Abstention     | 153          | 15,56        | 146         | 14,84       |
| Votants        | Votants              | Votants        | 830          | 84,44        | 838         | 85,16       |
| Blancs et nuls | Blancs et nuls       | Blancs et nuls | 14           | 1,69         | 17          | 2,03        |
| Exprimés       | Exprimés             | Exprimés       | 816          | 98,31        | 821         | 97,97       |

### Canton de Reillanne
| Candidats      | Candidats         | Étiquette      | Premier tour | Premier tour | Second tour | Second tour |
| Candidats      | Candidats         | Étiquette      | Voix         | %            | Voix        | %           |
| -------------- | ----------------- | -------------- | ------------ | ------------ | ----------- | ----------- |
|                | Raymond Bressand* | PCF            | 613          | 29,12        | 983         | 47,08       |
|                | Gérard Baumel     | UMP            | 480          | 22,80        | 612         | 29,31       |
|                | Pierre Pourcin    | PS             | 470          | 22,33        | Retrait     | Retrait     |
|                | Daniel Simondi    | DVD            | 388          | 18,43        | 493         | 23,61       |
|                | Erini Nicolitsi   | FN             | 154          | 7,32         |             |             |
|                |                   |                |              |              |             |             |
| Inscrits       | Inscrits          | Inscrits       | 2 805        | 100,00       | 2 805       | 100,00      |
| Abstention     | Abstention        | Abstention     | 621          | 22,14        | 601         | 21,43       |
| Votants        | Votants           | Votants        | 2 184        | 77,86        | 2 204       | 78,57       |
| Blancs et nuls | Blancs et nuls    | Blancs et nuls | 79           | 3,62         | 116         | 5,26        |
| Exprimés       | Exprimés          | Exprimés       | 2 105        | 96,38        | 2 088       | 94,74       |

*sortant

### Canton de Riez
| Candidats      | Candidats         | Étiquette      | Premier tour | Premier tour |
| Candidats      | Candidats         | Étiquette      | Voix         | %            |
| -------------- | ----------------- | -------------- | ------------ | ------------ |
|                | Michel Zorzan     | DVG            | 1 516        | 53,57        |
|                | Gilles Megis      | DVD            | 781          | 27,60        |
|                | Elyan Cohin       | FN             | 288          | 10,18        |
|                | Florence Blanchon | PCF            | 245          | 8,66         |
| Inscrits       | Inscrits          | Inscrits       | 3 853        | 100,00       |
| Abstention     | Abstention        | Abstention     | 940          | 24,40        |
| Votants        | Votants           | Votants        | 2 913        | 75,60        |
| Blancs et nuls | Blancs et nuls    | Blancs et nuls | 83           | 2,85         |
| Exprimés       | Exprimés          | Exprimés       | 2 830        | 97,15        |

### Canton de Saint-André-les-Alpes
| Candidats      | Candidats       | Étiquette      | Premier tour | Premier tour |
| Candidats      | Candidats       | Étiquette      | Voix         | %            |
| -------------- | --------------- | -------------- | ------------ | ------------ |
|                | Jacques Boetti* | UMP            | 561          | 63,10        |
|                | Bernard Garnier | PCF            | 235          | 26,43        |
|                | Lucas Bonniot   | FN             | 93           | 10,46        |
|                |                 |                |              |              |
| Inscrits       | Inscrits        | Inscrits       | 1 310        | 100,00       |
| Abstention     | Abstention      | Abstention     | 349          | 26,64        |
| Votants        | Votants         | Votants        | 961          | 73,36        |
| Blancs et nuls | Blancs et nuls  | Blancs et nuls | 72           | 7,49         |
| Exprimés       | Exprimés        | Exprimés       | 889          | 92,51        |

*sortant

### Canton de Valensole
| Candidats      | Candidats        | Étiquette      | Premier tour | Premier tour | Second tour | Second tour |
| Candidats      | Candidats        | Étiquette      | Voix         | %            | Voix        | %           |
| -------------- | ---------------- | -------------- | ------------ | ------------ | ----------- | ----------- |
|                | Maurice Chaspoul | PS             | 733          | 24,04        | 1 228       | 39,52       |
|                | Alain Vidal      | DVD            | 684          | 22,43        | 962         | 30,96       |
|                | Gérard Aurric    | UMP            | 677          | 22,20        | 917         | 29,51       |
|                | André Stoppa     | FN             | 415          | 13,61        |             |             |
|                | Luc Siméon       | Verts          | 293          | 9,61         |             |             |
|                | Aurore Hernandez | PCF            | 247          | 8,10         |             |             |
|                |                  |                |              |              |             |             |
| Inscrits       | Inscrits         | Inscrits       | 4 323        | 100,00       | 4 319       | 100,00      |
| Abstention     | Abstention       | Abstention     | 1 198        | 27,71        | 1 043       | 24,15       |
| Votants        | Votants          | Votants        | 3 125        | 72,29        | 3 276       | 75,85       |
| Blancs et nuls | Blancs et nuls   | Blancs et nuls | 76           | 2,43         | 169         | 5,16        |
| Exprimés       | Exprimés         | Exprimés       | 3 049        | 97,57        | 3 107       | 94,84       |

### Canton de Volonne
| Candidats      | Candidats               | Étiquette      | Premier tour | Premier tour | Second tour | Second tour |
| Candidats      | Candidats               | Étiquette      | Voix         | %            | Voix        | %           |
| -------------- | ----------------------- | -------------- | ------------ | ------------ | ----------- | ----------- |
|                | José Escanez            | DVG            | 1 303        | 23,30        | 1 947       | 34,79       |
|                | Michel Flamen d'Assigny | UMP            | 1 047        | 18,72        | 1 891       | 33,79       |
|                | Pierre Veyan            | DVG            | 869          | 15,54        | 1 758       | 31,42       |
|                | Jean-Pierre Sabatut     | FN             | 611          | 10,93        |             |             |
|                | Michel Fauchet          | EXG            | 500          | 8,94         |             |             |
|                | Jeannick Zunino-Richaud | DVG            | 427          | 7,64         |             |             |
|                | Jean-Bruno Meric        | Verts          | 371          | 6,63         |             |             |
|                | Guy Delahaye            | DVD            | 371          | 6,63         |             |             |
|                | Bernard Jeanselme       | DVG            | 93           | 1,66         |             |             |
|                |                         |                |              |              |             |             |
| Inscrits       | Inscrits                | Inscrits       | 8 000        | 100,00       | 7 999       | 100,00      |
| Abstention     | Abstention              | Abstention     | 2 166        | 27,08        | 2 049       | 25,62       |
| Votants        | Votants                 | Votants        | 5 834        | 72,93        | 5 950       | 74,38       |
| Blancs et nuls | Blancs et nuls          | Blancs et nuls | 242          | 4,15         | 354         | 5,95        |
| Exprimés       | Exprimés                | Exprimés       | 5 592        | 95,85        | 5 596       | 94,05       |